# Okanagan Range
Die Okanagan Range oder Okanogan Range ist ein kleiner Gebirgszug innerhalb der Kaskadenkette. Sie liegt grenzüberschreitend in der kanadischen Provinz British Columbia und im US-Bundesstaat Washington südlich des Similkameen River auf der dem Kontinentinneren zugewandten Seite der Kaskadenkette und bildet damit die nordöstlichsten Ausläufer dieses Gebirges.
Nach Fred Beckey gibt es Meinungsverschiedenheiten über die Namen und Orte der Teilketten der nördlichen Kaskadenkette, insbesondere zwischen kanadischen und US-amerikanischen Geografen. Ungeachtet dessen gab es zwischen den frühen Geologen und Topografen grundlegende Übereinstimmung darüber. Die Grenzen der Okanagan Range wurden demnach durch den Pasayten River auf der Westseite bis zum Chopaka Mountain auf der Ostseite bestimmt. Die Hozameen Range wurde als von der Okanagan Range durch den Pasayten River getrennt betrachtet. Diese Definition der Okanagan Range schließt den Großteil der heutigen Pasayten Wilderness ein und erstreckt sich nach Süden bis zum Harts Pass in der Nähe der Quellen des Methow River, wo sie in die Kaskadenkette übergeht. Das Zentrum der Okanagan Range wird nach dieser Definition durch die Wasserscheide gebildet, deren Abflüsse auf der einen Seite dem Similkameen River zuströmen, auf der anderen Seite dem Methow River.
Das BC Geographical Names Information System definiert die nördliche Grenze der Okanagan Range als durch den Young Creek und den unteren Ashnola River gebildet.
Die Website Peakbagger.com gibt ein viel größeres Gebiet als zur Okanogan Range gehörig an. Danach wird die Gebirgskette im Süden durch den Methow River und im Osten durch den Okanagan River und den Similkameen River begrenzt.

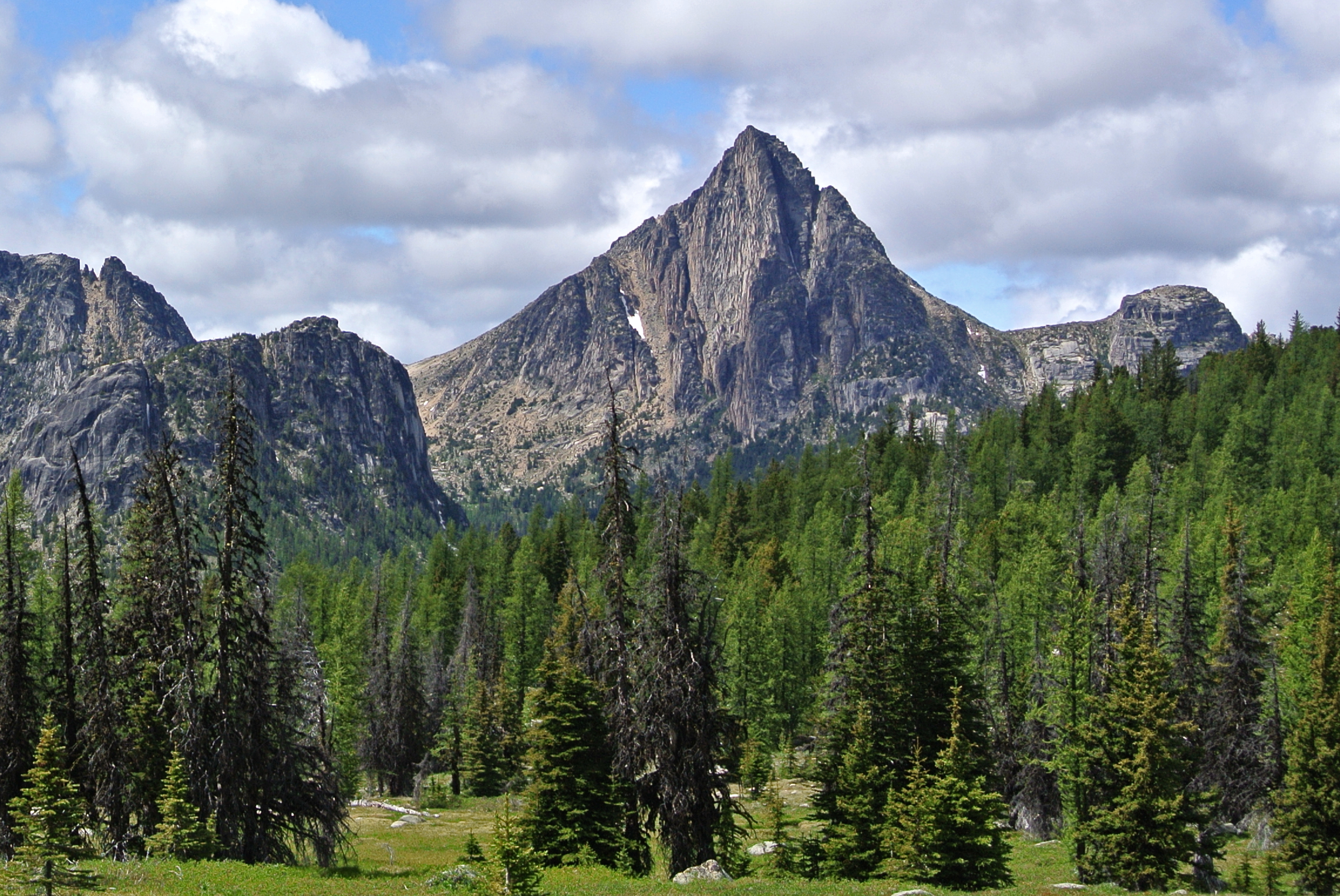
Der Cathedral Peak vom Apex Pass aus

Die Okanagan Range sollte nicht mit dem Okanagan Highland verwechselt werden, welches auf der gegenüberliegenden Seite des Okanagan Valley liegt und gelegentlich als Teil der Monashee Mountains angesehen wird.
Die acht höchsten Berge der Okanagan Range sind der Mount Lago (2.665 m [8.745 ft]), der Robinson Mountain (2.661 m [8.731 ft]), der Remmel Mountain (2.647 m [8.685 ft]), der Grimface Mountain (2.635 m [8.645 ft]), der Ptarmigan Peak (2.625 m [8.614 ft]), der Cathedral Peak (2.623 m [8.606 ft]), der Monument Peak (2.620 m [8.597 ft]) und der Mount Carru (2.620 m [8.595 ft]).